# Lucas Ruzin
Lucas Ruzin (Brasil, 16 de junio de 1991) es un futbolista brasileño. Juega como defensa.

## Clubes
| Club                    | País     | Año  |
| ----------------------- | -------- | ---- |
| Everton de Viña del Mar | Chile    | 2011 |
| GD Ribeirão             | Portugal | 2012 |
| GD Ribeirão             | Portugal | 2012 |
| Paulista FC             | Brasil   | 2014 |
| Toledo EC               | Brasil   | 2014 |

### Campeonatos nacionales
| Título    | Club    | País  | Año    |
| --------- | ------- | ----- | ------ |
| Primera B | Everton | Chile | 2011-C |